# カタルーニャの農夫の頭
『カタルーニャの農夫の頭』（カタルーニャののうふのあたま）は、ジョアン・ミロが1924年から1925年の間に油彩と鉛筆で制作した、当時の画風を象徴する一連の絵画。この連作が始まった年は、アンドレ・ブルトンが『シュルレアリスム宣言』を発表した年でもある。この連作の一部はパリで制作された。ミロにとって「農夫」とは田園の知恵の象徴であり、カタルーニャ人としての彼のアイデンティティの反映でもあった。
ミロ美術館はこの連作の習作をいくつか所蔵している。
この作品から読み取れるのは、ミロがその活動歴を通じて故郷との結びつきを保ち続けたという事である。ミロは、リベラ政権によってカタルーニャ語が禁じられたことに反発してこの作品を制作した。またミロはバッシ・カムの田園生活にも影響を受けていた。ミロはこの連作において、『カタルーニャの風景』（別名『狩人』）などで始めた画法をさらに発展させている。この連作の並びは、同じモチーフを次第に単純化させていった過程であると何度か指摘されている。一方クリストファー・グリーンは、これらはただ真っ直ぐに単純化へ向かったのではなく、ミロの内省によるジレンマが画面に現れたのだと述べている。

## 解説

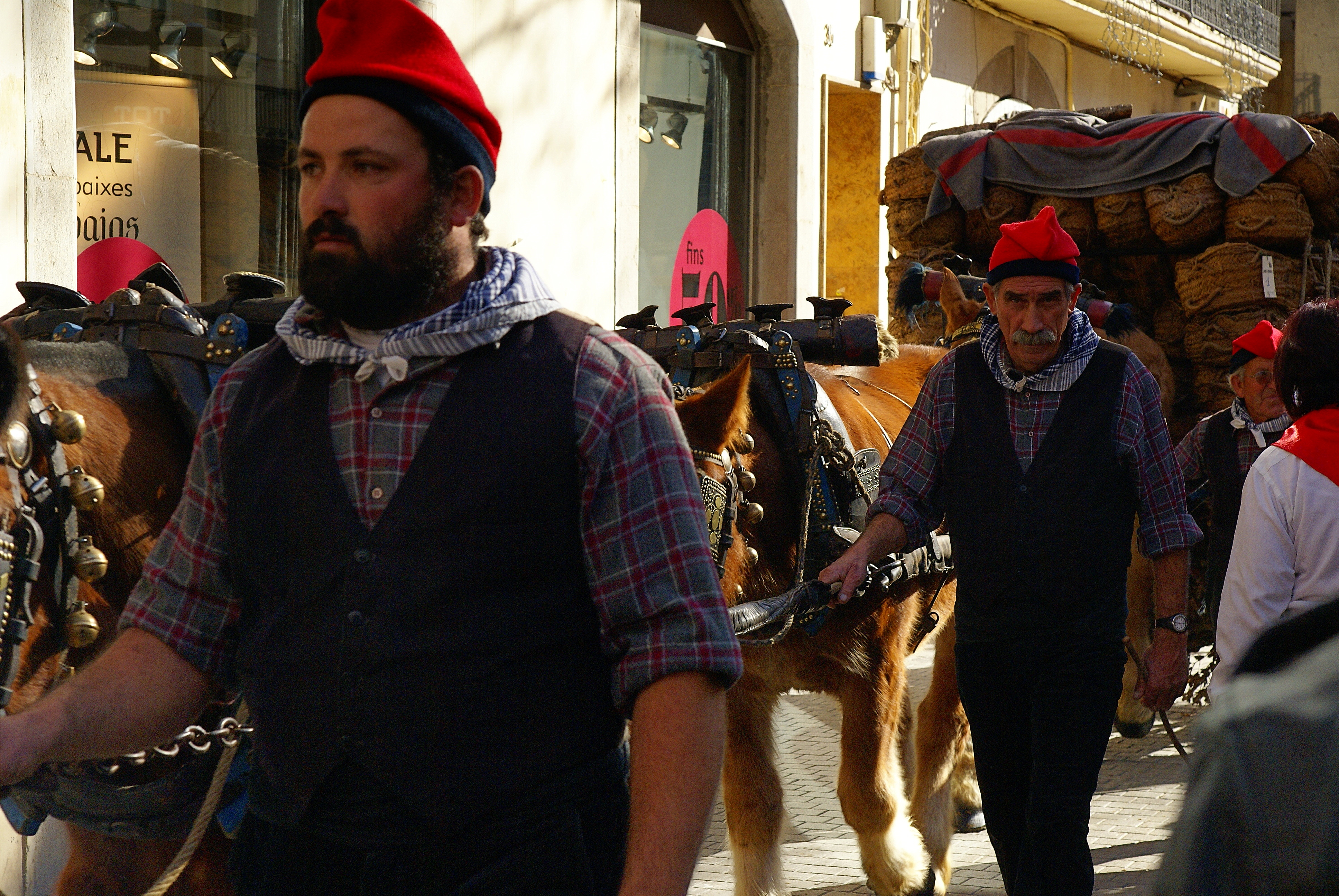
カタルーニャのTres Tombs祭りでバラティーナ帽をかぶり馬を引く男たち。

これらの作品は、カタルーニャの農夫の姿を構成して表現した点で共通する。そこには三角形の頭部、顎鬚、（バラティーナと呼ばれる）赤い帽子といったシンボルが繰り返し現われ、それらが一人の棒状の人物に添えられている。この油彩の連作において、くすんだ青や黄の背景の上に、一人の農夫の姿が描かれた。マルギット・ローウェルによると、ミロは作品の意図をこう述べている。
私が逃避した先には、絶対的なものがあった。私は、描いた斑点が虚空の発する磁場への入口となることを望んだ。私は虚空、完全なる空虚にとても惹かれた。光沢を出した淡色の背景の上にそれを描き、画面上部の線状の表現は、私の夢の進行を表している。—ジョアン・ミロ

## 連作

### カタルーニャの農夫の頭（1924年）
連作の最初となるこの作品は1924年に描かれ、現在はワシントンのナショナル・ギャラリーに所蔵されている。これは同美術館の Collectors Committee（蒐集委員会、コレクション拡充のための民間人による基金）によって取得された。この作品は「Joan Miro,Tête de Paysan Catalan, 1924」と署名されている。

#### 展示
| 年            | 展覧会                                                     | 会場                                                    | 都市                          | 出典          |
| ------------- | ---------------------------------------------------------- | ------------------------------------------------------- | ----------------------------- | ------------- |
| 1934年        | Ausstellung                                                | チューリヒ美術館                                        | チューリヒ                    | [ 7 ]         |
| 1936年        | International Surrealist Exhibition                        | ニュー・バーリントン・ギャラリー                        | ロンドン                      | [ 8 ]         |
| 1980年        | XIX & XX Century Master Paintings                          | アクアヴェラ・ギャラリーズ Inc.                         | ニューヨーク                  | [ 9 ]         |
| 1982年        | Miró in Ameria                                             | ヒューストン美術館                                      | ヒューストン                  | [ 10 ]        |
| 1993年        | Joan Miró: 1893-1993                                       | ミロ美術館                                              | バルセロナ                    | [ 11 ]        |
| 1993年        | Joan Miró: Campo de Estrellas                              | ソフィア王妃芸術センター                                | マドリード                    | [ 12 ]        |
| 1993年        | Joan Miró                                                  | ニューヨーク近代美術館                                  | ニューヨーク                  | [ 13 ]        |
| 1997年        | Joan Miró: Campesino catalán con guitarra                  | Fundación Colección Thyssen-Bornemisza                  | マドリード                    | [ 14 ]        |
| 1998年-1999年 | Joan Miró                                                  | 近代美術館、 ルイジアナ近代美術館                       | ストックホルム、 フムレベック | [ 15 ]        |
| 2004年        | Joan Miró 1917-1934: La Naissance du Monde                 | ポンピドゥー・センター                                  | パリ                          | [ 16 ]        |
| 2008年        | La invención del siglo XX. Carl Einstein y las vanguardias | ソフィア王妃芸術センター                                | マドリード                    | [ 17 ]        |
| 2008年        | Miró: la tierra                                            | Palazzo dei Diamanti i、 ティッセン＝ボルネミッサ美術館 | フェラーラ、 マドリード       | [ 17 ]        |
| 2011年        | Miró: The ladder of scape                                  | テート・モダン                                          | ロンドン                      | [ 18 ] [ 19 ] |
| 2011年        | Miró: L'escala de l'evasió                                 | ミロ美術館                                              | バルセロナ                    | [ 20 ]        |

### カタルーニャの農夫の頭
これは個人蔵であり、連作のうちで最も知られていない作品だが、何度か公に展示されたことがある。ここに描かれる頭部は『カタルーニャの風景』で描かれた狩人の頭部の拡大にも見え、水平線の両端に置かれた目などの構成が、ロボット的な印象を与える。農夫は大きなパイプを咥えている。

#### 展示
| 年     | 展覧会 | 会場                                                    | 都市                        | 出典   |
| ------ | ------ | ------------------------------------------------------- | --------------------------- | ------ |
| 1959年 |        | ニューヨーク近代美術館、 ロサンゼルス・カウンティ美術館 | ニューヨーク、 ロサンゼルス | [ 22 ] |
| 1964年 |        | テート・ギャラリー、 チューリヒ美術館                   | ロンドン、 チューリヒ       | [ 23 ] |
| 1968年 |        | Antic Hospital de la Santa Creu                         | バルセロナ                  | [ 24 ] |

### ギターとカタルーニャの農夫
この作品には、ミロが1920年代の初めにフランスを訪れ、シュルレアリストやダダイストたちと交流するようになってから使い始めた画面構成の手法が見られる。ミロは彼独自の画風を体得し始めていた。この作品では、濃い青を背景とし、赤い帽子を被った農夫の体が描かれている。

### カタルーニャの農夫の頭（1925年3月10日）
エディンバラにあるこの作品は、4点ある連作のうちの3番目にあたる。これはカタルーニャ人としてのアイデンティティを確かめる、ミロの自画像と解釈することも可能である。これが制作された1925年は、ミロがキュビズムから次第に距離を置き始めた時期にあたる。これはかつてはローランド・ペンローズの個人コレクションだったが、1999年にアート・ファンドとテート・ギャラリーの協力でスコットランド国立美術館が取得し、現在もそこに所蔵されている。

### カタルーニャの農夫の頭（1925年）
この作品はストックホルム近代美術館に所蔵されている。これは1989年に Gerard Bonnier からの遺産として登録番号 MOM 445 で収められた。さらにそれ以前は Jacques Viot、Galerie Pierre (Loeb)、Private Samling、Marcel Mabille、Svensk-Fransk Konstgalleriet が所有していた。この作品は、連作の他のものよりもやや濃い青が使われている。農夫の目は画面左端にわずかに残るだけで、もはやこの画面から人の頭部をイメージすることはできない。広々とした青を背景として、黒い十字の上に一組の白・黒の星、そして赤く小さなバラティーナ（帽子）が漂う。この作品は、西洋で初めて「虚空」を描いた絵画であろう。

## 関連文献
- Clavero, Jordi.J (2010), Fundació Joan Miró. Foundation's Guide, Barcelona: Polígrafa, ISBN 978-84-343-1242-5
- European paintings: an illustrated catalogue, National Gallery of Art, (1985), ISBN 978-0-89468-089-2 2011年10月5日閲覧。
- Kramer, Hilton. "Modern Art at the National Gallery." The New Criterion 7, no. 8 (April 1989): 3. 1989
- Joan Miró; Christopher Green; Rosa María Malet; Fundación Colección Thyssen-Bornemisza, Museo Thyssen-Bornemisza (1997), Joan Miró: Campesino catalán con guitarra, 1924 : 1 de octubre, 1997-11 de enero, 1998, Museo Thyssen-Bornemisza, Fundación Colección Thyssen-Bornemisza 2011年10月5日閲覧。
- Dupin, Jacques. Miró. New York, 1962: 162, 166. 1962